# Предел последовательности
| n   | n sin(1/n) |
| --- | ---------- |
| 1   | 0.841471   |
| 2   | 0.958851   |
| ... |            |
| 10  | 0.998334   |
| ... |            |
| 100 | 0.999983   |

С ростом значения n значение функции n sin(1/n) приближается к 1. Говорят, что «предел последовательности n sin(1/n) равен 1».
В математике пределом последовательности элементов метрического пространства или топологического пространства называют элемент того же пространства, который обладает свойством «притягивать» элементы заданной последовательности. Пределом последовательности элементов топологического пространства является такая точка, каждая окрестность которой содержит все элементы последовательности, начиная с некоторого номера. В метрическом пространстве окрестности определяются через функцию расстояния, поэтому понятие предела формулируется на языке расстояний. Исторически первым было понятие предела числовой последовательности, возникающее в математическом анализе, где оно служит основанием для системы приближений и широко используется при построении дифференциального и интегрального исчислений.
Обозначение:
{\displaystyle \lim _{n\to \infty }x_{n}=a}
(читается: предел последовательности икс энное при эн, стремящемся к бесконечности, равен a)
Свойство последовательности иметь предел называют сходимостью: если у последовательности есть предел, то говорят, что данная последовательность сходится; в противном случае (если у последовательности нет предела) говорят, что последовательность расходится. В хаусдорфовом пространстве и, в частности, метрическом пространстве, каждая подпоследовательность сходящейся последовательности сходится, и её предел совпадает с пределом исходной последовательности. Другими словами, у последовательности элементов хаусдорфова пространства не может быть двух различных пределов. Может, однако, оказаться, что у последовательности нет предела, но существует подпоследовательность (данной последовательности), которая предел имеет. Если из любой последовательности точек пространства можно выделить сходящуюся подпоследовательность, то, говорят, что данное пространство обладает свойством секвенциальной компактности (или просто компактности, если компактность определяется исключительно в терминах последовательностей).
В топологических пространствах, удовлетворяющих первой аксиоме счётности, понятие предела последовательности непосредственно связано с понятием предельной точки (множества): если у множества есть предельная точка, то существует последовательность элементов данного множества, сходящаяся к данной точке. Для произвольных топологических пространств такой последовательности может не существовать. 

## Определение
Пусть дано топологическое пространство {\displaystyle T} и последовательность {\displaystyle \{x_{n}\}.} Тогда, если существует элемент {\displaystyle x\in T} такой, что
{\displaystyle \forall {\text{ }}U(x){\text{ }}\exists N:{\text{ }}\forall {\text{ }}n{\text{ }},n>N{\text{ }}\Rightarrow x_{n}\in U(x)},
где {\displaystyle U(x)} — открытое множество, содержащее {\displaystyle x}, то {\displaystyle x} называется пределом последовательности {\displaystyle x_{n}}. Если пространство является метрическим, то предел можно определить с помощью метрики: если существует элемент {\displaystyle x\in T} такой, что
{\displaystyle \forall {\text{ }}\varepsilon >0{\text{ }}\exists N:{\text{ }}\forall {\text{ }}n,n>N{\text{ }}\Rightarrow d(x_{n},x)<\varepsilon },
где {\displaystyle d(x,y)} — метрика, то {\displaystyle x} называется пределом {\displaystyle x_{n}}.

## Примеры
- Если пространство снабжено антидискретной топологией, то пределом любой последовательности будет любой элемент пространства.

## Вариации и обобщения
- Предел произвольной подпоследовательности называется частичным пределом последовательности.